# Camponotus auropubens
Camponotus auropubens es una especie de hormiga del género Camponotus, tribu Camponotini. Fue descrita científicamente por Forel en 1894.
Se distribuye por Mozambique, Madagascar y Zimbabue. Se ha encontrado a elevaciones de hasta 1125 metros. Vive en microhábitats como el forraje y la vegetación baja.